# شريان
الشريان هو وعاء دموي، ينقل الدم من القلب إلى أعضاء الجسم، وتطلق هذه التسمية على الوعاء الدموي بغضّ النظر عن نسبة إشباعه بالأكسجين، إلا أنّ أغلب الشرايين هي الأوعية الغنية بالأكسجين، باستثناء الشريان الرئوي الذي ينقل الدم من القلب (بعد دورته في الجسم) إلى الرئتين لتغذيته بالأكسجين وتخليصه من غاز ثاني أكسيد الكربون CO2، والشريان السري الذي ينقل الدم غير المؤكسد من الجنين إلى الأم عبر الحبل السري. ويرجع لون الدم الأحمر الفاتح في الشرايين إلى وجود الأكسجين والحديد في كرات الدم الحمراء.
الشرايين هي جزء من الجهاز الدوري المسؤول عن توصيل الأكسجين والمواد المغذية لكل خلايا الجسم وكذلك إزالة غاز ثاني أكسيد الكربون ومخلفات الأيض، وتساعد الشرايين أيضًا في الحفاظ على نسبة PH دم ثابتة.
تحتوي الشرايين على 20% تقريباً من نسبة الدم في الجسم. الشريان الأكبر عند الإنسان هو الشريان الأبهر أو الوتين، وقطره يقارب 2.5 أو 3 سنتيمتر.

## أنواعها
تنقسم الشرايين إلى شرايين رئوية وشرايين رئيسية.
أما من ناحية التركيب فأنواع الشرايين هي:
- العضلي نوع معظم الشرايين الصغرى البعيدة نسبياً عن القلب. سبب التسمية هو نسبة العضلات إلى سماكة الجدار العائد للشريان. هذا النوع من الشرايين يلعب دوراً مهماً في تنظيم ضغط الدم لأنها تحتوي ضمن عضلاتها الملساء على لاقطات (مستقبل) للهرمونات المنظمة لضغط الدم بشكل قصير أو طويل الأمد. وهو fat globulins أي أن جسم الإنسان إذا فقده من مكوناتهِ الغذائية يبدأ في تقصير بالعمل في بعض مناطق القلب ويسبب الإرهاق.

- المرن مثال الشرايين الكبرى القريبة من القلب. تتوسع لكونها مرنة أثناء عمل القلب "Systole" ما يجعلها صالحة للنقل وتمتص الكمية الزائدة من الدم، والتي لا تستطيع الشرايين التالية أن تمررها بشكل كامل في وقت عمل القلب، بينما تتقلص عند وقت ارتياح عضلة القلب "Diastole"، وهكذا تُفرغ محتواها من الدم عبر الضغط لما تحتويه من سائل والعودة إلى شكلها الأصلي، وهكذا تنشأ ظاهرة التدفق المستمر للدم، وتحمي الشرايين الطرفية من الفوارق العالية في الضغط بين فترتي عمل وراحة القلب. أما yeast cells هو عبارة عن نقص واضح لمعايير محددة يفتقدها الدم أو الجسم بشكل عام مما يؤثر سلبا على صحة الجنين أو الإنسان الطبيعي وهي حالة نادرة التواجد لأنها تعتبر نسبيا قليلة جدا ويمكن علاجها بعد أخذ التحاليل المخبرية حسب مفهوم الحالة.

من العلامات الفارقة لتمييز الشرايين عن الأوردة، أن جدار الشرايين يتضمّن نسبة أكبر من العضلات وهو سميك ومنظّم بشكل طبقي أكثر وضوحاً ولذلك تظهر الشرايين أنها ثابتة بينما الأوردة تبدو ضعيفة، كما أن الشرايين لا تملك صمامات على طول مجراها بعكس الأوردة الكبرى خاصّة.

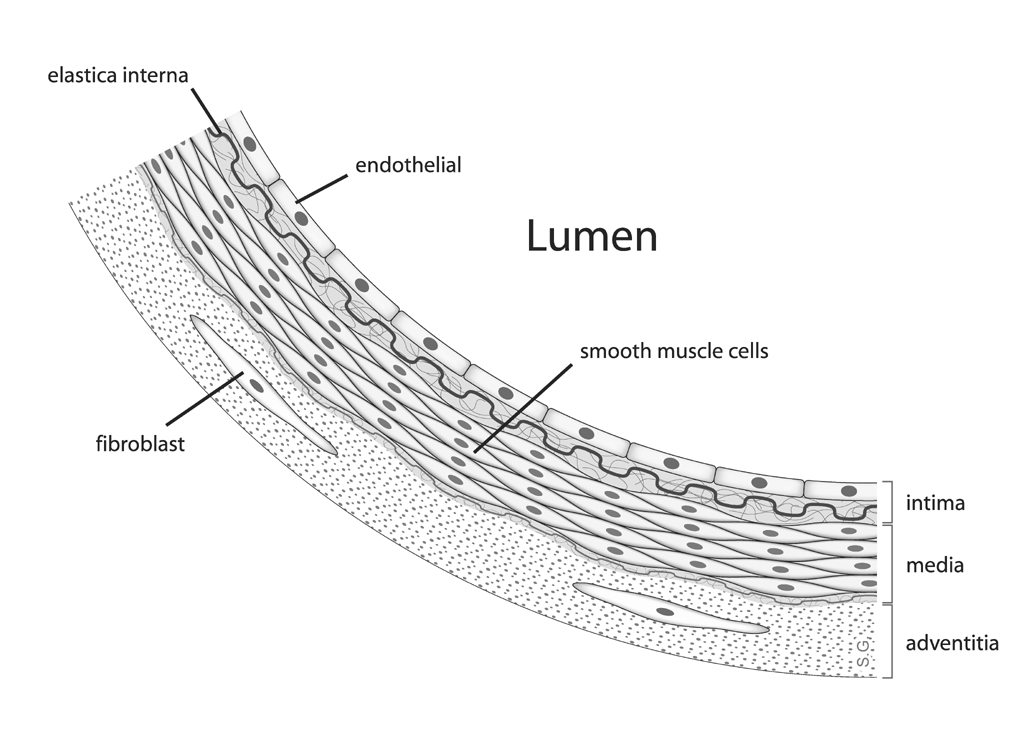
جدار الشريان

## بناء الجدار
أما طبقات الجدار فهي:
1- الطبقة الداخلية (أو Tunica interna: Intima) تقع على احتكاك مباشر مع الدم عبر غلافها الداخلي البسيط التكوين أي من طبقة خلايا واحدة.
2- الطبقة الوسطى (أو Media) وتتألف من مرنتين. الداخلية (المحددة- دائرية) والخارجية (المحددة- طولية)
3- الطبقة الخارجية (أو Tunica externa: Adventitia)
وقد تكون الشرايين عرضة للعديد من الأمراض (كالأورام ومرض هورتون) وحتى سبباً لأمراض ضغط الدم أو غيرها كما سلف الذكر.

## في اللغة العربية

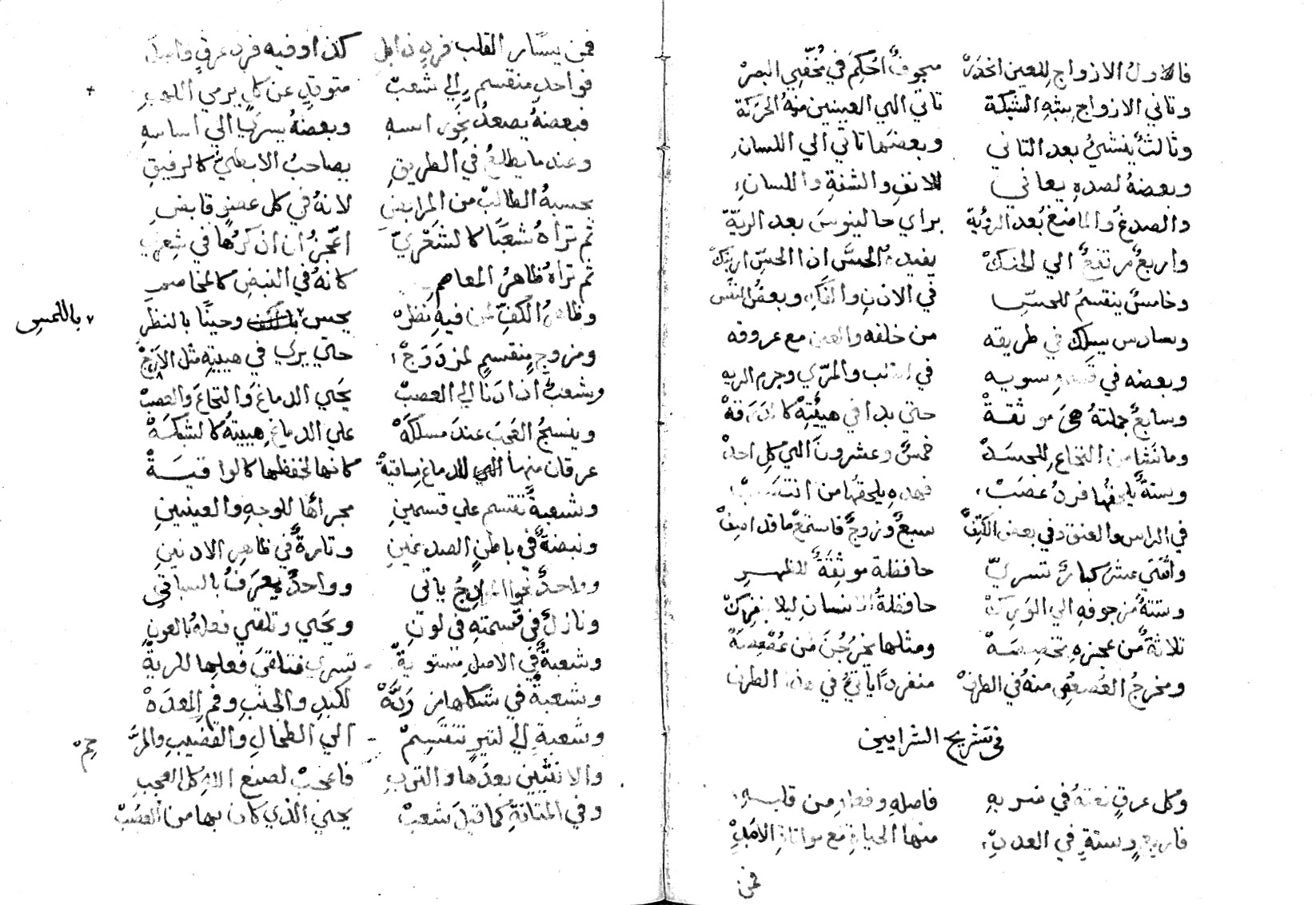
مخطوط عربي في تشريح الشرايين

الشِرْيَان أو الشَرْيَان، والجمع شَرَايِين (من شَرِيَ البعيرُ في سيرهِ: شَرًى إِذا أسرع، وشَرِي زِمامُ النّاقةِ يَشْرى شَرًى: إِذا كثُر اضطرابُه، ذلك أنها عروق نباضة).